# Arcania marinduquensis
Arcania marinduquensis is een krabbensoort uit de familie van de Leucosiidae. De wetenschappelijke naam van de soort is voor het eerst geldig gepubliceerd in 2004 door Komatsu, Manuel & Takeda.